# Mycobacterium avium complex
Mycobacterium avium complex (MAC) es un grupo de bacterias relacionadas genéticamente y pertenecientes al género Mycobacterium. Incluye:
- Mycobacterium avium subespecie avium (MAA),
- Mycobacterium avium subespecie hominis (MAH) y
- Mycobacterium avium subespecie paratuberculosis (MAP).

Históricamente, MAC también incluía Mycobacterium avium intracellulare (MAI), que ahora se considera perteneciente a un grupo distinto.[cita requerida]

## Enfermedades y síntomas
Las bacterias MAC son comunes en el medio ambiente y causan infecciones cuando se inhalan o ingieren. Los síntomas de la enfermedad son similares a los de la tuberculosis. Incluyen fiebre, fatiga y pérdida del peso. Muchos pacientes tendrán anemia y neutropenia si la médula se ve afectada. La afección pulmonar es similar a la tuberculosis, mientras que la diarrea y el dolor abdominal se asocian a la afección gastrointestinal. Se debería considerar siempre MAC cuando una persona infectada con el VIH presenta diarrea.
Varias subespecies son prevalentes en diversas áreas:
- MAA afecta sobre todo a aves, pero también se ha encontrado en el grupo de mamíferos rumiantes, especialmente ciervos.
- MAPA causa paratuberculosis o enfermedad de Johne.
- MAH es responsable de la mayoría de las enfermedades MAC en seres humanos, incluyendo neumonitis por hipersensibilidad y el síndrome de Lady Windermere. Las enfermedades MAC son más comunes en individuos inmunodeprimidos, incluyendo ancianos y enfermos de sida o de fibrosis quística.

### MAC en niños
Las infecciones por M. avium y M. haemophilum en niños forman una entidad clínica distinta al MAC de los enfermos de sida. M. avium causa típicamente hinchazón de los nodos linfáticos del cuello, generalmente unilateral. No se asocia con anormalidades del sistema inmunológico. La cirugía es el tratamiento usual, mientras que el tratamiento médico (generalmente con claritromicina y rifabutina durante 18 a 24 meses) queda reservado para los pacientes en los cuales la cirugía no es conveniente.

### MAC en enfermos de sida

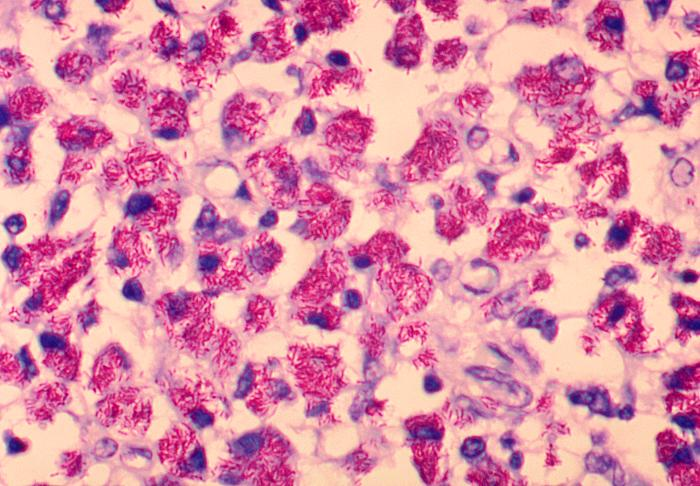
Mycobacterium avium
Infección de nódulos linfáticos en paciente con VIH.

Se supone que la infección por Mycobacterium avium complex en los pacientes con sida se debe a una adquisición reciente más bien que a una infección latente que se reactiva (que es el caso de muchas otras infecciones oportunistas en pacientes inmunodeprimidos).
El riesgo de infección por MAC es inversamente proporcional a la cuenta CD4 del paciente, y aumenta perceptiblemente cuando la cuenta CD4 disminuye por debajo de 50 células/mm³. Otros factores de riesgo para la adquisición de la infección por MAC incluyen el uso de piscinas en interiores, consumo de pescados o crustáceos crudos o parcialmente cocinados, broncoscopia y tratamientos con factor de estimulación de granulocitos.
La presentación generalizada de la enfermedad era previamente común antes del advenimiento de la Terapia Antirretroviral Altamente Supresiva (HAART). Hoy, en los países donde HAART es el estándar de tratamiento, es la más probable la presentación localizada de la enfermedad. Esto incluye generalmente una linfadenopatia/linfadenitis localizada.
Se puede obtener el diagnóstico mediante cultivos sanguíneos o de otros líquidos corporales tales como drenaje linfático o heces. Los cultivos medulares pueden proporcionar a menudo una diagnóstico más temprano, pero se evita generalmente como paso inicial debido a su carácter invasivo.

## Tratamiento
El tratamiento implica una combinación de antibióticos anti-tuberculosis. Estos incluyen:
- Rifampicina
- Rifabutina
- Ciprofloxacina
- Amikacina
- Etambutol
- Estreptomicina
- Claritromicina
- mampitos